# Volodymyr Groysman
Volodymyr Borysovych Groysman (tiếng Ukraina: Володимир Борисович Гройсман; sinh ngày 20 tháng 1 năm 1978 tại Vinnytsia, Ukraina, Liên Xô) là thủ tướng Ukraina từ ngày 14 tháng 4 năm 2016 đến ngày 29 tháng 8 năm 2019.
Từ tháng 3 năm 2006 đến tháng 2 năm 2014 Groysman là Thị trưởng của Vinnytsia. Sau đó cho đến tháng 11 năm 2014 ông giữ 2 chức vụ, Phó Thủ tướng Ukraina cho chính sách vùng miền và đồng thời là Bộ trưởng Bộ Phát triển khu vực, Xây dựng, Nhà cửa và Dịch vụ địa phương của Ukraina. Ông được bầu vào Quốc hội qua danh sách của Khối "Đoàn kết" Petro Poroshenko. Từ cuối tháng 11 năm 2014 cho đến khi được quốc hội bổ nhiệm làm Thủ tướng Chính phủ, Groysman là Chủ tịch của Verkhovna Rada (quốc hội Ukraine).

## Tiểu sử
Volodymyr Groysman cũng như Poroshenko lớn lên ở thành phố Vinnytsia, cha mẹ là người gốc Do Thái. Sau khi lấy tú tài vào năm 1994 Groysman theo học nghề thợ khóa và có một hãng nhỏ. Từ năm 2000 ông theo học và tốt nghiệp năm 2003 tại Học viện liên khu Quản lý nhân sự ngành "khoa học pháp lý". Sau Cách mạng Cam, ông đã chọn con đường chính trị và trong năm 2002 lúc mới 24 tuổi ông được bầu làm đại biểu của Hội đồng thành phố Vinnytsia. Trong tháng 11 năm 2005, ông được bổ nhiệm làm bí thư Hội đồng thành phố và tháng 3 năm 2006 đắc cử thị trưởng thành phố. Vào thời gian này, ông là thị trưởng trẻ nhất của một thành phố lớn Ukraina. Vào nhiệm kỳ sau ông được tái đắc cử với 78% số phiếu và giữ chức vụ này cho đến ngày 27 tháng 2 năm 2014. Từ năm 2005 ông là một thành viên của đảng Ukraina của chúng tôi. Trong tháng 2 năm 2010 Groysman tốt nghiệp Học viện quản lý nhà nước.
Từ ngày 27 tháng 2 năm 2014 đến 02 tháng 12 năm 2014, ông là Phó Thủ tướng Ukraina và Bộ trưởng Bộ Phát triển vùng miền. Trong cuộc tổng tuyển cử vào ngày 26 Tháng 10 năm 2014 ông ứng cử với vị trí thứ tư trong danh sách Đảng Khối Petro Poroshenko. Ngày 27 Tháng 11 năm 2014 ông được bầu làm Chủ tịch Quốc hội.
Vào ngày 14 tháng 4 năm 2016 Volodymyr Groysman được bầu bởi Verkhovna Rada (quốc hội) với tỷ lệ 257 thuận/50 chống làm Thủ tướng.